# L'Arbre vieux
Pour plus de détails, voir Fiche technique et Distribution.
L'Arbre vieux (L'Aubre vielh) est un court métrage documentaire réalisé par Henri Moline, sorti en 1979.

## Synopsis
La résistance de la population du Limousin face aux mesures technocratiques qui menacent sa culture et son cadre de vie.

## Fiche technique
- Titre : L'Arbre vieux
- Réalisation : Henri Moline
- Langues : Occitan[1]
- Montage : Jean Fléchet
- Durée : 13 minutes
- Date de sortie : 1979

## Récompense
- 1979 : César du meilleur court métrage documentaire